# Departamento del Atlántico
Koordinaten: 10° 54′ N, 75° 0′ W
Das Departamento del Atlántico ist ein Departamento in der Región Caribe im Norden Kolumbiens.
Es grenzt im Südosten an das Departamento del Magdalena und im Südwesten an das Departamento de Bolívar. Im Norden liegt der Atlantik.
Die Wirtschaft basiert unter anderem auf Landwirtschaft und Viehzucht. Es werden hauptsächlich Sesam, Baumwolle und Zuckerrohr angebaut.
Unternehmen der chemischen und pharmazeutischen Industrie, der Papierherstellung und Metallverarbeitung haben hier ihren Sitz. Barranquilla besitzt einen internationalen Hafen, der zugleich der bedeutendste Hafen Kolumbiens ist.

## Administrative Unterteilung
Das Departamento del Atlántico besteht aus 23 Gemeinden. Die Einwohnerzahlen sind auf Grundlage der Volkszählung 2018 des DANE angegeben, hochgerechnet für das Jahr 2022.
| Gemeinde         | Einwohnerzahl 2022 |
| ---------------- | ------------------ |
| Baranoa          | 69.075             |
| Barranquilla     | 1.312.473          |
| Campo de la Cruz | 24.274             |
| Candelaria       | 17.714             |
| Galapa           | 69.045             |
| Juan de Acosta   | 23.439             |
| Luruaco          | 31.230             |
| Malambo          | 143.781            |
| Manatí           | 22.090             |
| Palmar de Varela | 31.969             |
| Piojó            | 7.302              |
| Polonuevo        | 20.135             |
| Ponedera         | 26.505             |
| Puerto Colombia  | 55.269             |
| Repelón          | 28.945             |
| Sabanagrande     | 36.144             |
| Sabanalarga      | 103.050            |
| Santa Lucía      | 17.617             |
| Santo Tomás      | 32.960             |
| Soledad          | 685.106            |
| Suan             | 12.949             |
| Tubará           | 19.415             |
| Usiacurí         | 13.538             |